# Sylvie-Agnès Bermann

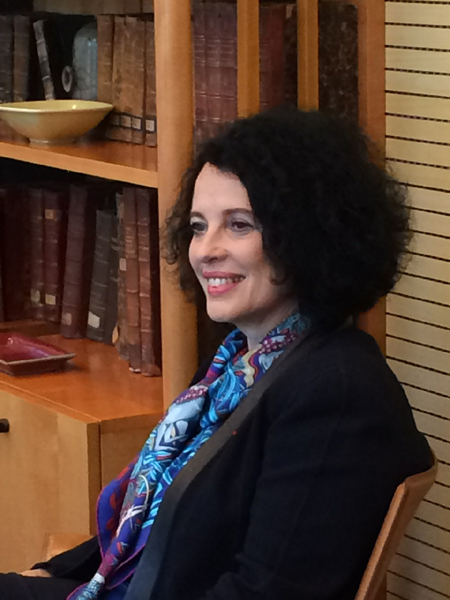
Sylvie Bermann (2014)

Sylvie-Agnès Bermann (* 19. Oktober 1953 in Salins-les-Bains, Département Jura) ist eine französische Diplomatin. Sie war Botschafterin Frankreichs in Peking, London und Moskau.

## Leben und Karriere
Bermann studierte Geschichte an der Universität Paris IV (Sorbonne), absolvierte das Institut d’études politiques de Paris (Sciences Po) und studierte dann Chinesisch am Institut national des langues et civilisations orientales (Langues O) und an der Universität für Sprache und Kultur Peking.
Sie trat 1979 in den diplomatischen Dienst, ihre ersten Stationierungen waren als Vizekonsulin in Hongkong, dann als Botschaftssekretärin in Peking. Von 1982 bis 1986 war sie in der Asienabteilung des französischen Außenministeriums am Quai d’Orsay tätig. Von 1986 bis 1989 war sie in Moskau stationiert, von 1992 bis 1996 war sie zweite Botschaftsrätin in der Ständigen Vertretung Frankreichs bei den Vereinten Nationen in New York.
Es folgten sechs Jahre als Abteilungsleiterin für Gemeinsame Außen- und Sicherheitspolitik im Ministerium in Paris, bevor sie von 2002 bis 2005 als Botschafterin zum Politischen und Sicherheitspolitischen Komitee (PSK) der Europäischen Union nach Brüssel entsandt war. Zurück am Quai d’Orsay in Paris leitete sie von 2005 bis 2011 die Abteilung für Angelegenheiten der Vereinten Nationen und internationaler Organisationen. Parallel lehrte sie von 2001 bis 2010 als Dozentin für internationale Beziehungen an der Elitehochschule ENA.

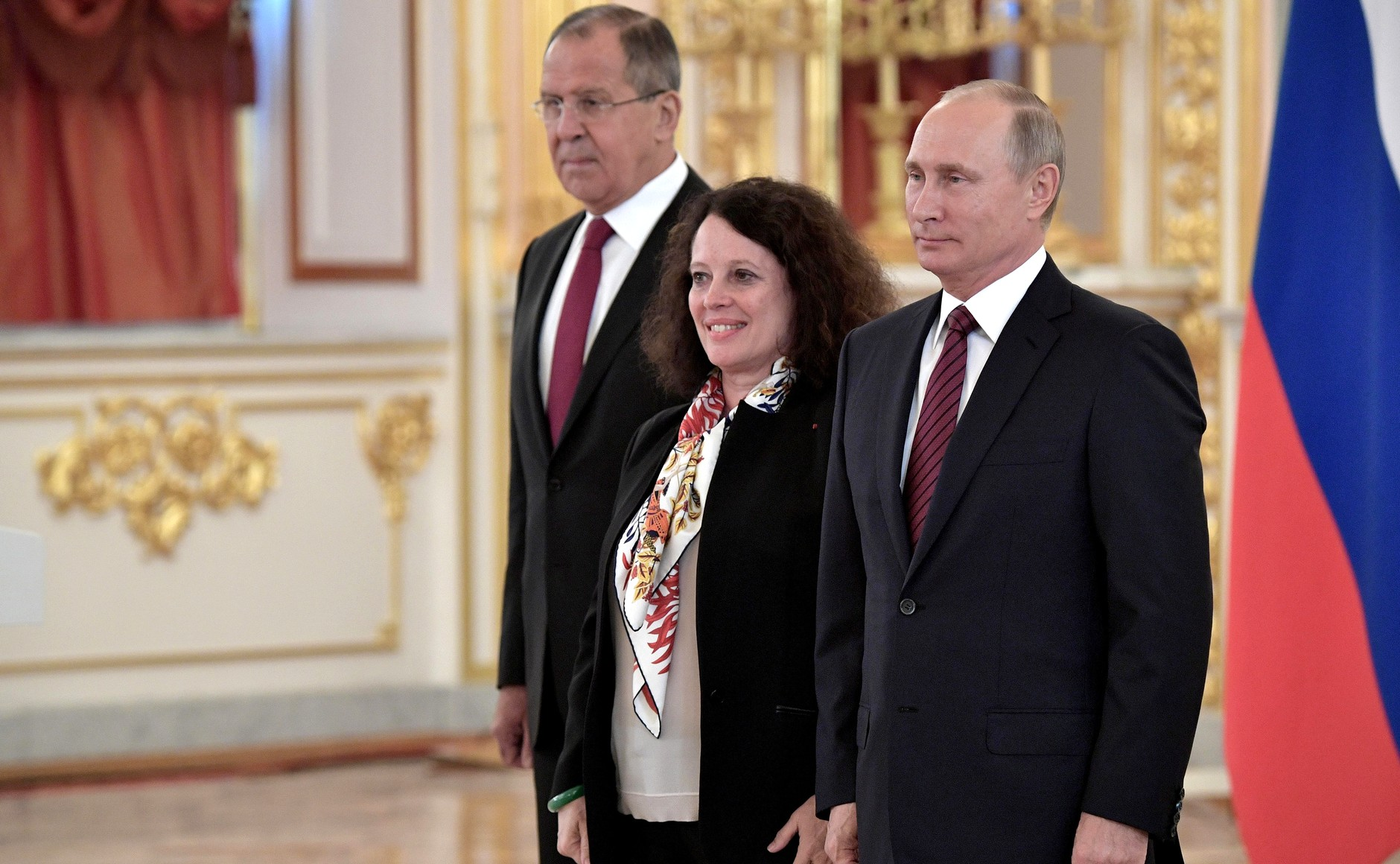
Bermann bei ihrer Akkreditierung im Kreml mit dem russischen Präsidenten Wladimir Putin und Außenminister Sergei Lawrow (2017)

Von 2011 bis 2014 war sie Botschafterin der Französischen Republik in der Volksrepublik China. Von August 2014 bis Juli 2017 war sie französische Botschafterin im Vereinigten Königreich, in dieser Zeit beschloss Großbritannien seinen Austritt aus der EU. Im Oktober 2017 wurde sie als Botschafterin Frankreichs in der Russischen Föderation akkreditiert. Der französische Ministerrat zeichnete sie im Juni 2019 als erste Frau mit dem Ehrentitel ambassadrice de France aus. Im Dezember 2019 schied sie aus dem aktiven Dienst als Diplomatin aus. Seit Januar 2020 ist sie Vorsitzende des Verwaltungsrats des Institut des hautes études de défense nationale (IHEDS).

## Schriften
- La Chine en eaux profondes. Stock, Paris 2017.
- Goodbye Britannia. Le Royaume-Uni au défi du Brexit. Stock, Paris 2021.